# Hôtel de Pierre Delfau
L’hôtel ou maison de Pierre Delfau est un hôtel particulier, situé au no 20 rue de la Bourse, dans le centre historique de Toulouse. Construit à la fin du XVe siècle pour un marchand pastelier, Pierre Delfau, il est particulièrement représentatif des demeures gothiques des notables toulousains de cette période. Il est remanié au XVIIe siècle et a conservé dans la cour des éléments typiques de la Renaissance tardive toulousaine.
L'hôtel, quoique remanié et modifié, reste un rare exemple de demeure marchande à avoir conservé sa boutique d'origine. Il est inscrit entièrement aux monuments historiques en 1925.

## Histoire
En 1493, le marchand pastelier Pierre Delfau achète des terrains non bâtis, puisqu'ils avaient été complètement ruinés par l'incendie de 1463, aux héritiers du marchand Pons de Laspargna. Il fait bâtir sa maison, où il tient boutique, entre 1493 et 1497. Il espère probablement être nommé capitoul, car il donne à son hôtel toutes les marques d'une demeure noble : il fait sculpter, au-dessus de la porte de la tour qu'il venait de faire édifier, un écusson où auraient dû être sculptées les armoiries que lui aurait conférées sa charge. Il n'obtient cependant jamais les honneurs du capitoulat avant sa mort, en 1507. À cette date, l'hôtel passe à ses héritiers, et en 1525 à son seul fils Jean Delfau, qui en reste propriétaire jusqu'en 1536.
L'hôtel change ensuite plusieurs fois de mains : en 1536, il appartient aux héritiers de Guillaume Tamisier, en 1542, au marchand Frisco-Baldi, en 1549, au banquier Jean Fulhaco, en 1571, au marchand Antoine Cros, puis à François de Papus, conseiller au Parlement en 1618, qui le vend à son tour en 1623 au docteur régent de l'université Jean de Cayras. Il reste pour un siècle dans la famille de Cayras, et passe en 1679 à Jean-Louis de Cayras, avocat. Il est cependant vendu, en 1702, par ses héritiers, Françoise et Pierre-Anne de Cayras, à Louis de Virazel, professeur de droit à l'université. La veuve de ce dernier, Françoise Ducros, le cède à son tour au marchand Jean-Louis Darole de Soulery en 1715.
Au XIXe siècle, la façade est menacée par les travaux d'élargissement et d'alignement des façades de la rue de la Bourse, mais elle est finalement épargnée. Le savant orientaliste Édouard Dulaurier aurait habité cet hôtel.
En 2001, l'hôtel bénéficie d'une importante restauration de la façade sur rue, tandis que « La fleurée de pastel », une boutique de vêtements teints au bleu de pastel, avait déjà ouvert dans ses murs depuis 1999,.

## Description
L'hôtel s'élève sur trois étages carrés avec comble à surcroît. La façade sur rue, remaniée au XVIIe siècle, a conservé des éléments de l'hôtel gothique de Pierre Delfau. La porte est surmontée d'une accolade qui se termine par une corbeille de feuilles de chardons, sur laquelle s'enlace en lettres gothiques le monogramme IHS. Sur les voussures, un écusson est chargé d'une marque de marchand qui a la forme d'un cœur surmonté d'une croix double, symbole de maîtrise. Les appuis de deux des fenêtres et le crénelage à partir du ressaut de trois briques sont également des souvenirs de l'hôtel gothique. La façade a été largement modifiée au XVIIe siècle par le percement d'une arcade de boutique et d'une grande baie en plein-cintre au rez-de-chaussée et par l'ouverture de grandes fenêtres rectangulaires couronnées d'une corniche aux étages.
À l'intérieur, la boutique a conservé ses voûtes gothiques. Du côté de la rue, deux voûtes à quatre arêtes, aux culots représentant des têtes d'anges, sont séparées par un arc doubleau, dont une des consoles est ornée d'un ange tenant un phylactère. Du côté de la cour, deux autres voûtes semblables sont séparées des premières par un mur de refend. La porte de la rue sert d'entrée à un couloir couvert de voûtains en ogive qui donne accès à la cour intérieure.
Cette cour, aménagée à la fin du XVe siècle par Pierre Delfau, n'est pas une simple cour de service pour ses activités de marchand, mais une véritable cour d'honneur. Les deux premiers étages de la façade ouest ont conservé leurs fenêtres à croisillons du XVe siècle, accolées les unes aux autres par les montants et dont les filetages s'entrecroisent sur les cadres et les meneaux. Les autres élévations ont été très remaniées au XVIIe siècle. Sur la façade ouest, les petites fenêtres du troisième étage ont été surélevées et dépassent le ressaut de trois briques qui supportait le couronnement agrémenté de créneaux, supprimé pour édifier un quatrième étage. La façade nord, élevée probablement au XVIIe siècle, présente trois étages de galeries superposées, rythmées par des pilastres de style dorique et ionique, mais aujourd'hui aveuglées par des galandages.
Dans l'angle nord-ouest de la cour, une haute tour heptagonale contient la vis de pierre qui dessert le corps de logis de devant et l'arrière-corps par les galeries du côté nord. Cette tour de 22 mètres de hauteur (24 avec la tourelle) est percée de cinq fenêtres à croisillons, avec larmiers à talons, dont deux sont sommés de fleurons. La porte de la tour, dont les sculptures ont été en partie détruites, est surmontée d'une niche vide. Sous son socle se détache un petit écusson, soutenu par deux anges, et au-dessous, au milieu de l'accolade, est accrochée une marque de marchand. À l'intérieur, au-dessus de la sixième marche, une niche à luminaire a été pratiquée dans la paroi du mur, et à chaque étage, dans les angles des fenêtres, des sièges à repos ont été ménagés. L'axe de la vis d'escalier de 84 marches est surmonté d'un pilier d'où naissent sept arêtes qui soutiennent la voûte terminale. Au dernier palier, une porte surmontée d'une accolade s'ouvre sur la vis d'escalier de la tourelle qui donne accès à la terrasse.

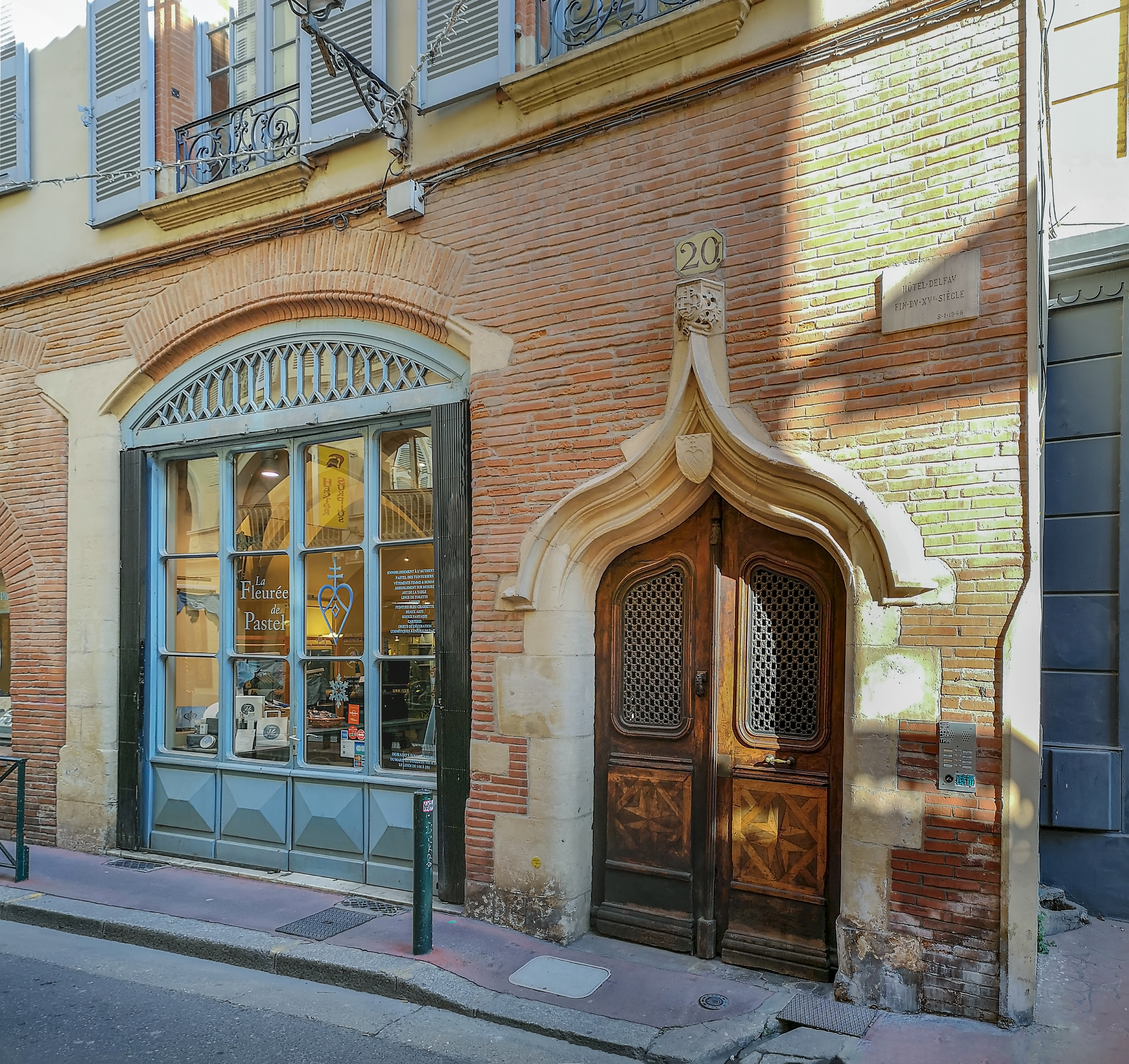
Boutique et porte.
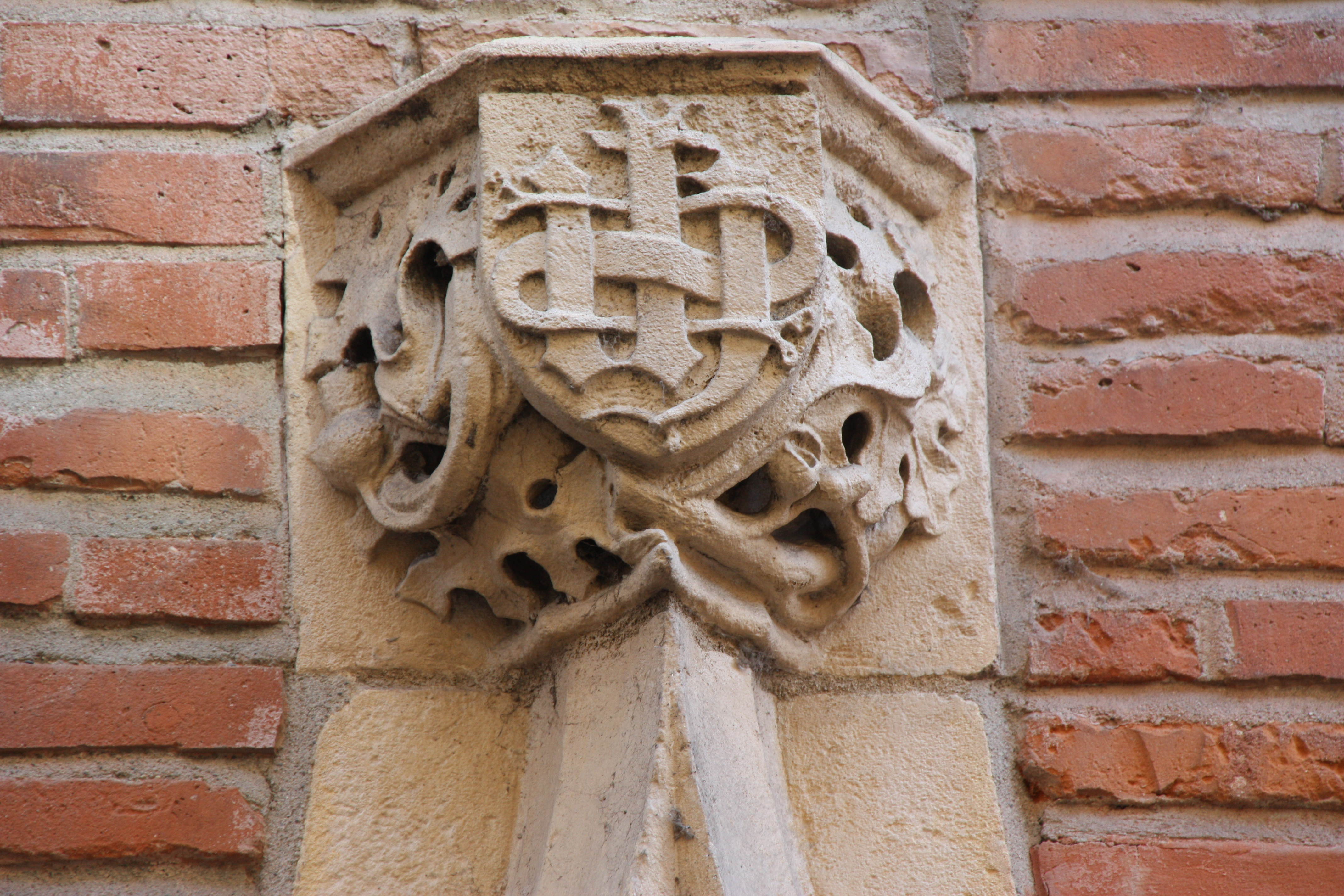
Monogramme du Christ au-dessus de la porte.
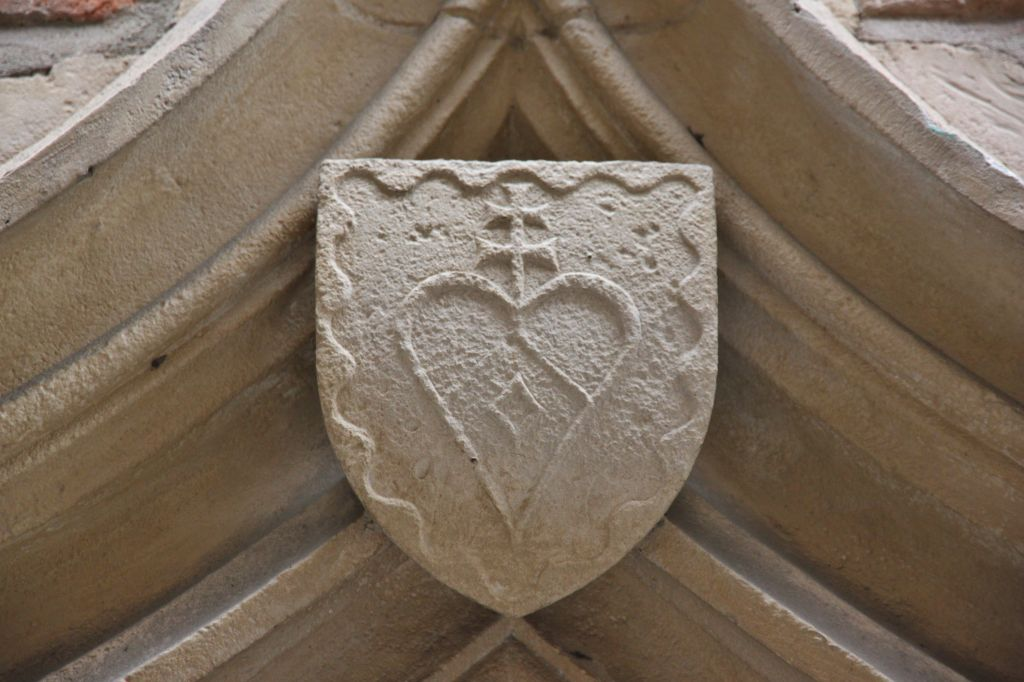
Le blason de Pierre Delfau sur la porte.
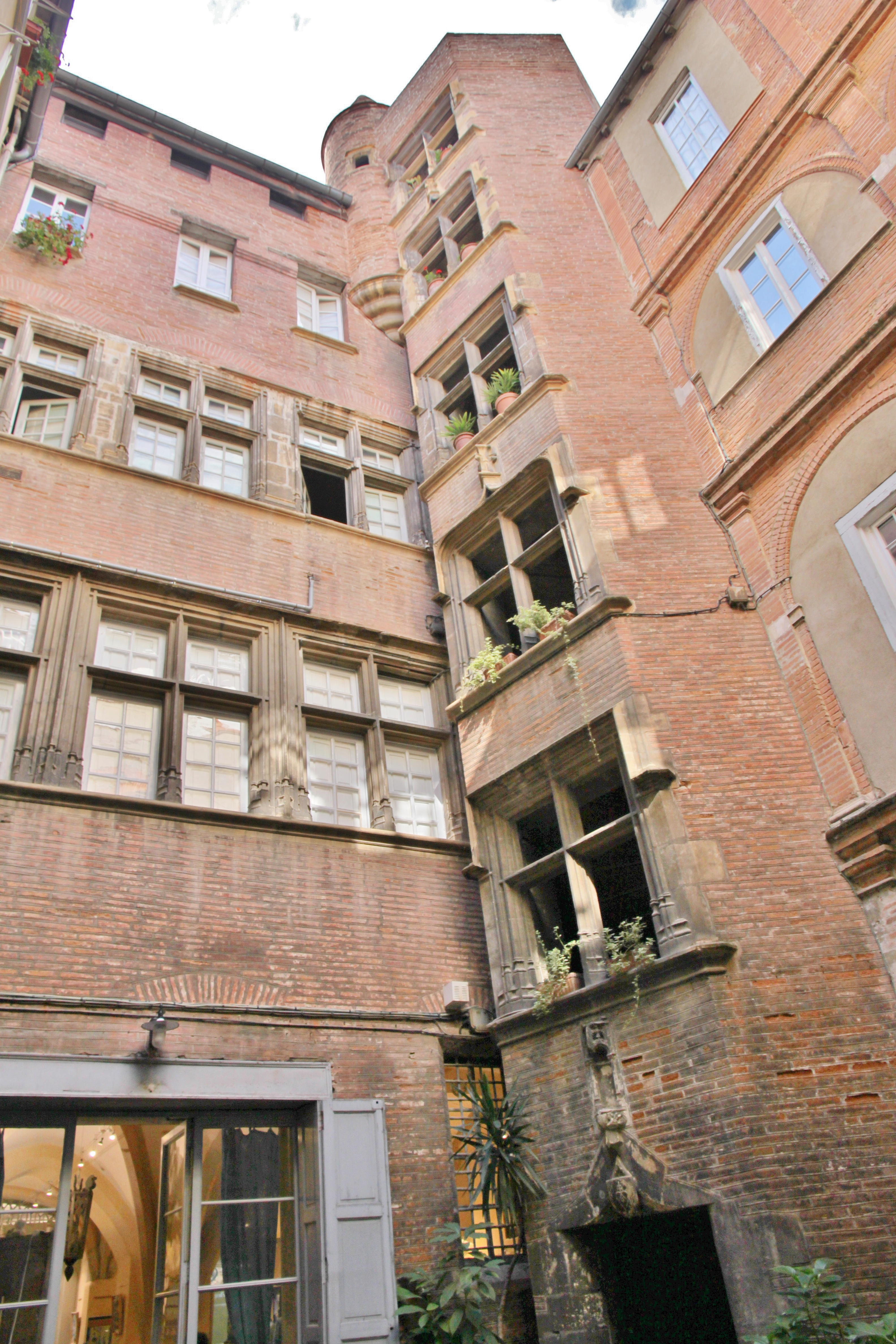
La tour dans la cour.
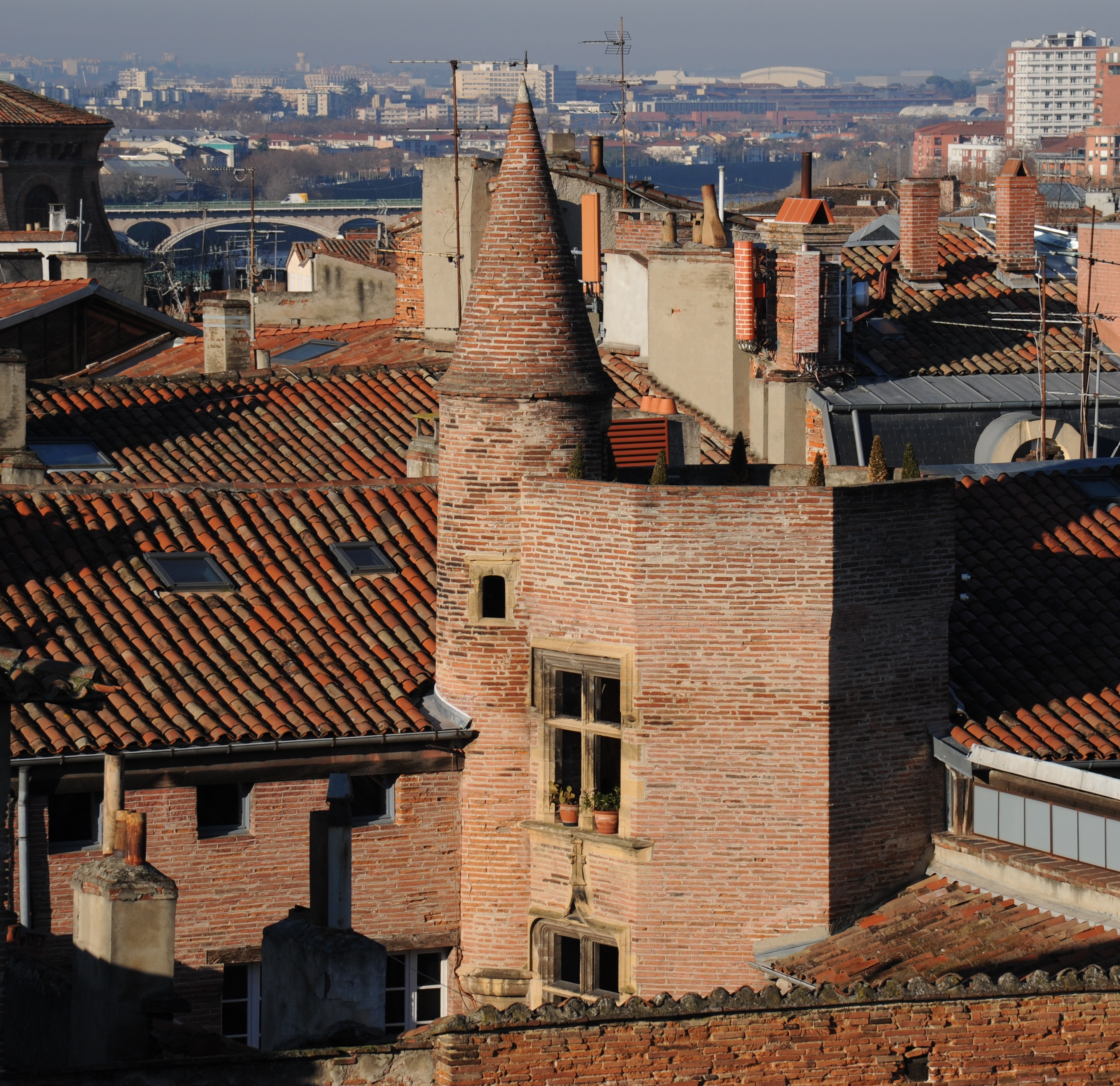
Sommet de la tour.
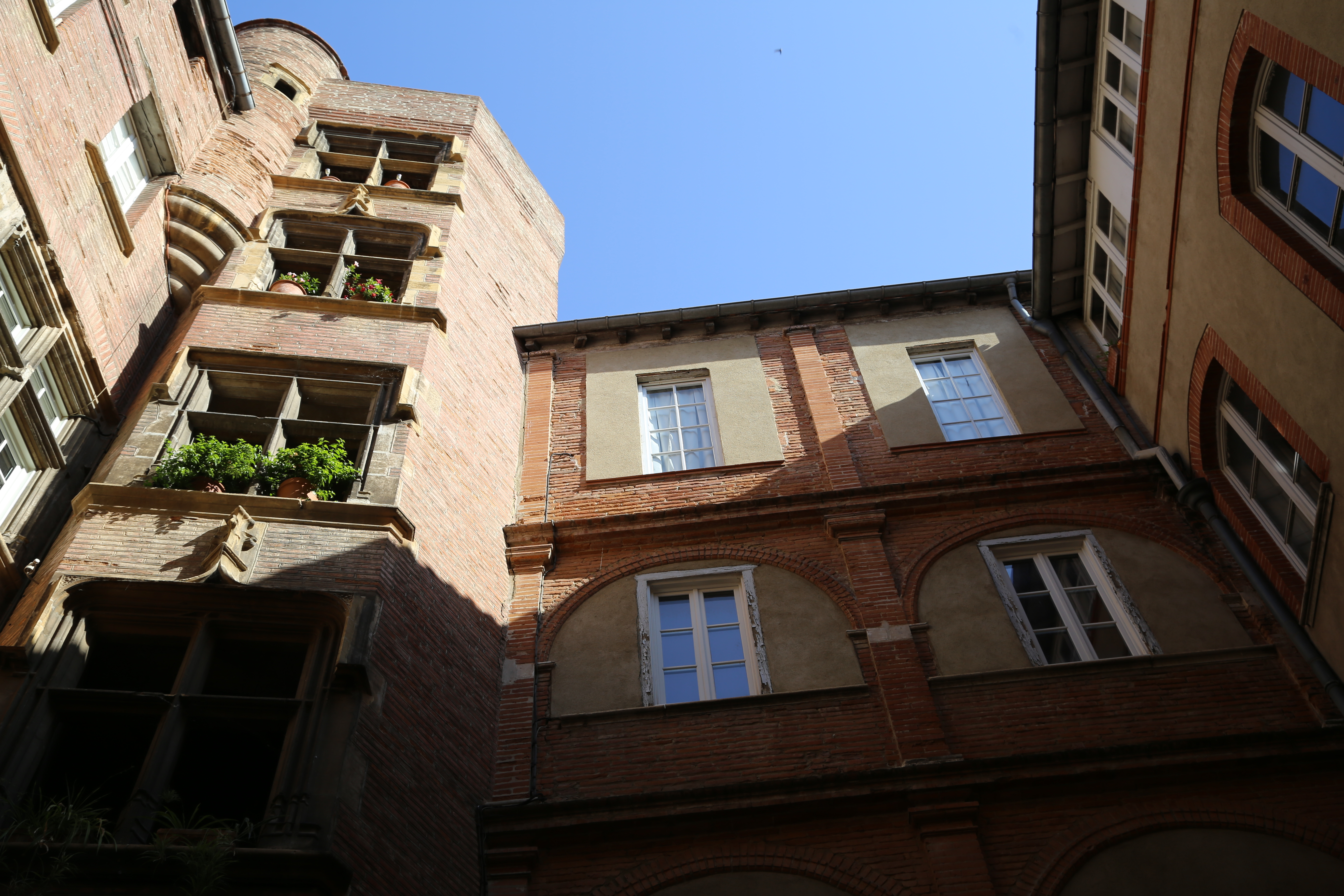
Haut de la tour et de la façade nord.
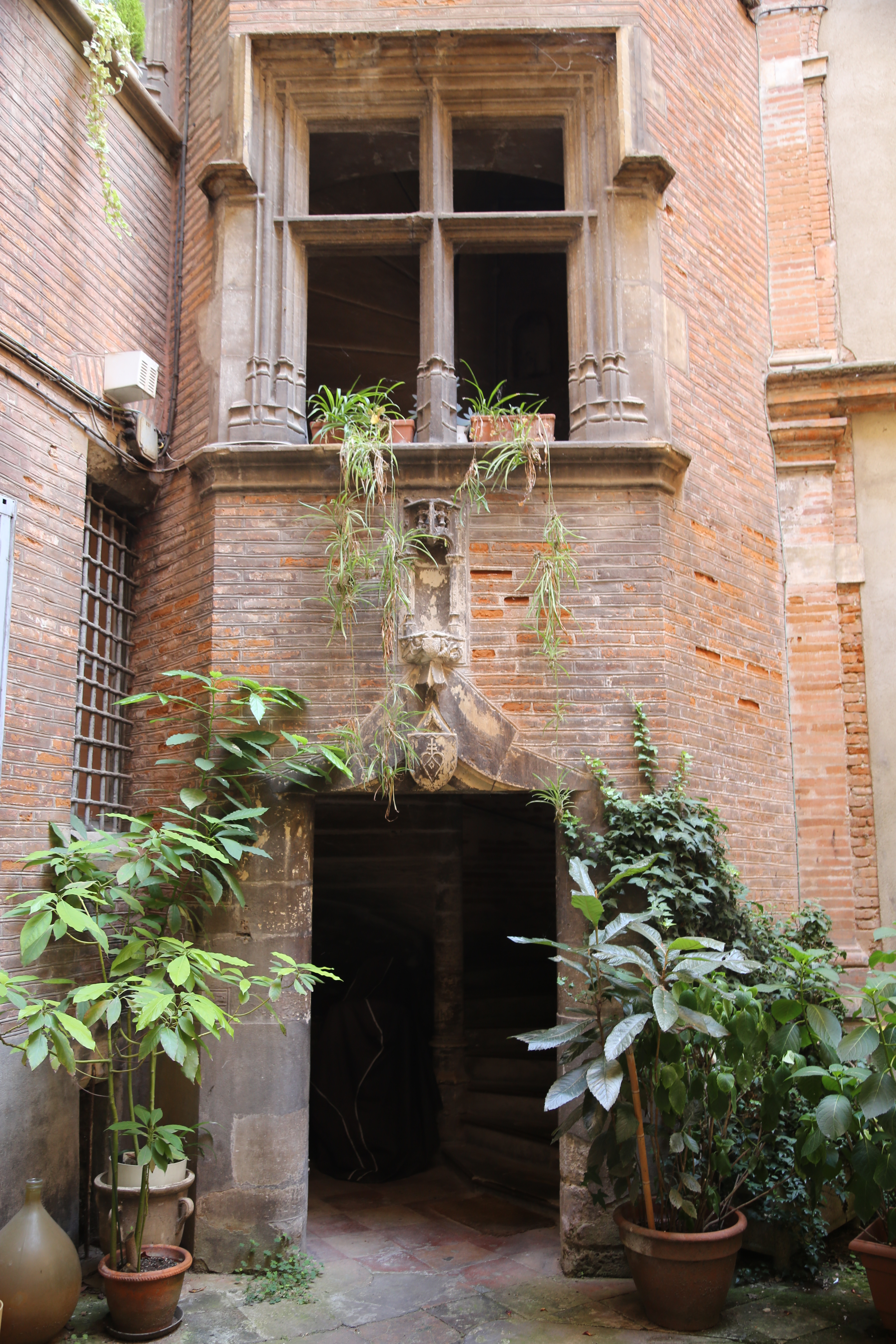
Base de la tour.
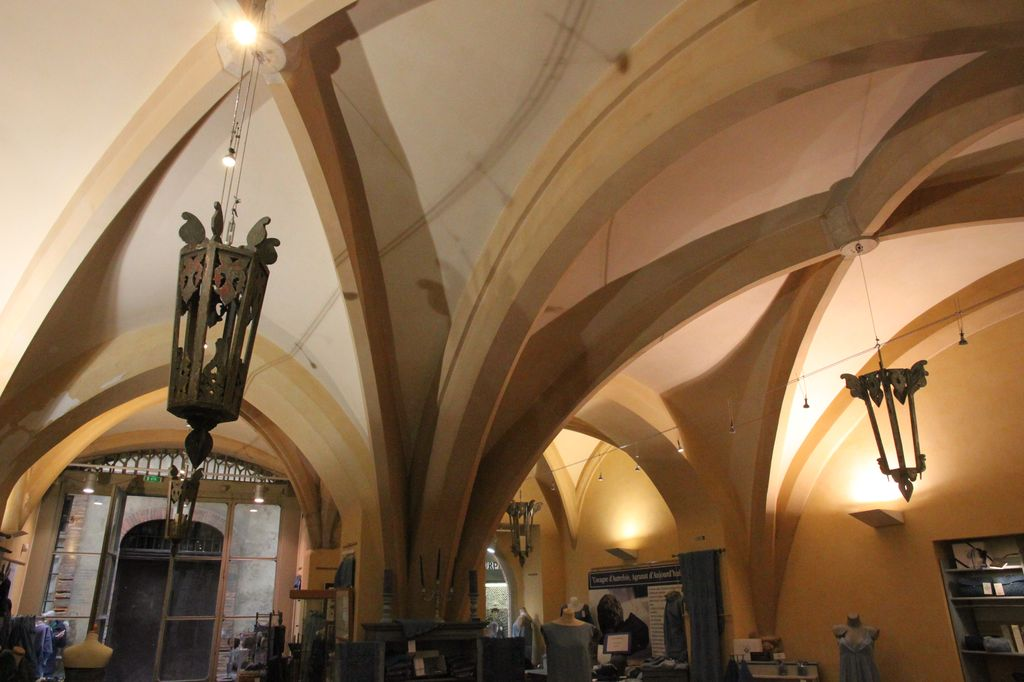
Intérieur : voûtes sur croisées d'ogives
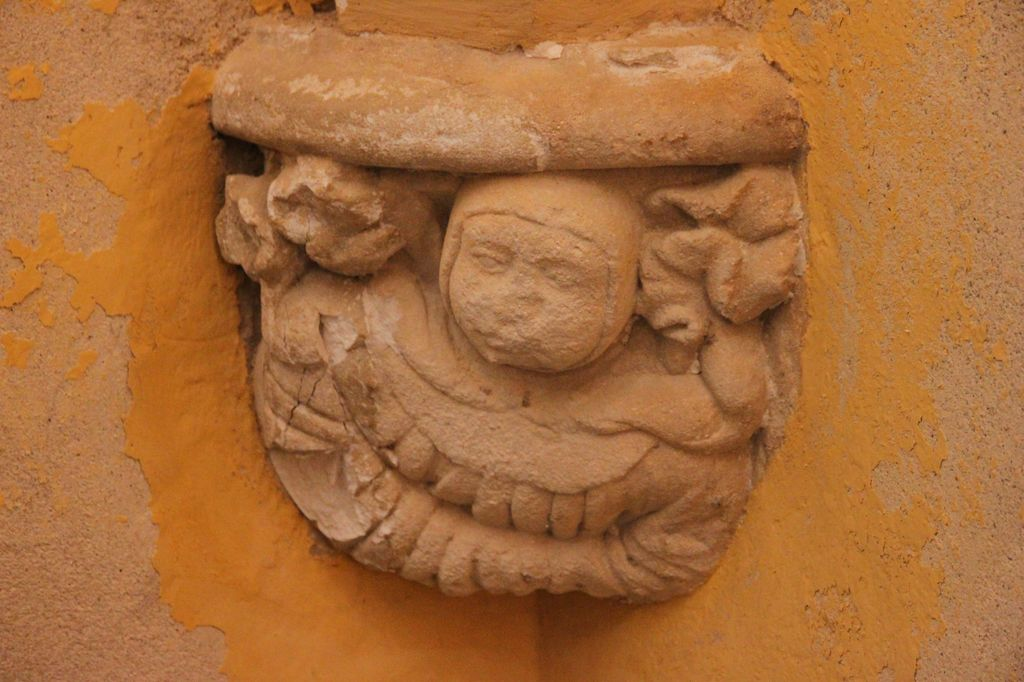
Intérieur : culot sculpté
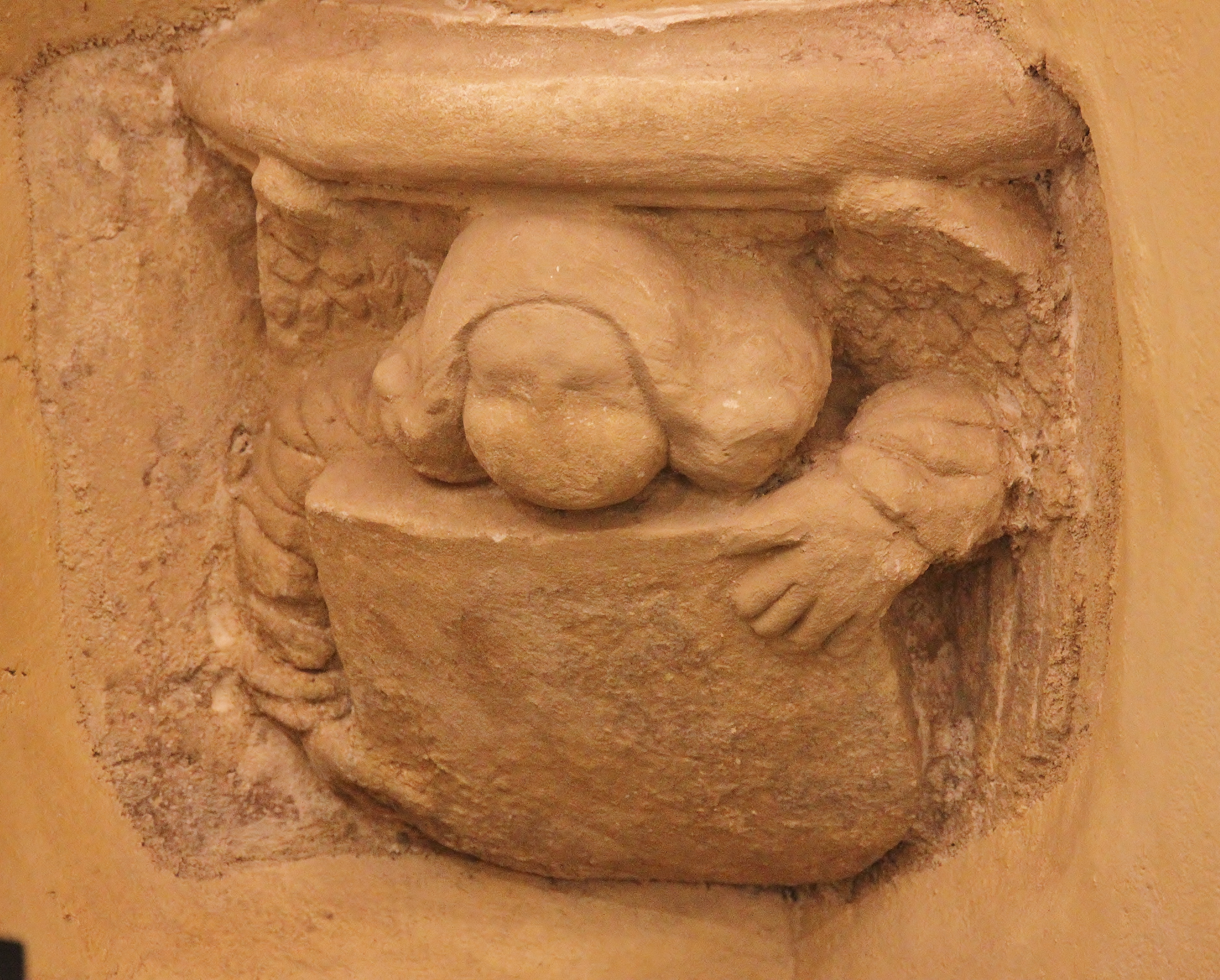
Intérieur : culot sculpté